# Вейс, Ирена
Ирена Вейс (урождëнная Зильберберг, творческий псевдоним Анери, пол. Irena Weiss; 1 октября 1888, Лодзь — 1981, Краков) — польская художница, витражистка.
Обучалась в варшавской Школе изящных искусств под руководством Конрада Кржижановского и К. Тихого (рисунок и живопись), К. Дуниковского (скульптура) .
Затем продолжила учëбу на частных курсах у художника Войцеха Вейса, за которого вышла замуж в 1908 году.
Взяла себе псевдоним «Анери» (анаграмма имени Ирена), чтобы её работы не путали с полотнами мужа. В 1913 посетила Венецию, где под впечатлением от атмосферы этого города, создала ряд замечательных пейзажей.
Во время первой мировой войны училась в Kunstgewerbeschule (Школе художественных ремëсел) в Вене. С 1925, почти каждое лето проводила у сестры на Лазурном Берегу в Ницце. Писала виды Монте-Карло и Виллефранша.
Участвовала в выставках «Общества польских художников».

## Творчество
Писала, в основном, пейзажи, портреты и отличающиеся живыми, насыщенными цветами натюрморты.
Проектировала витражи и мозаику.

## Личная жизнь
Муж — художник Войцех Вейс (1875—1950).